# Școala Superioară de Jurnalistică
Școala Superioară de Jurnalistică (SSJ) a fost prima facultate particulară postdecembristă specializată pe presa scrisă și audiovizuală, înființată la București în 1991 de către Asociația Ziariștilor din România (AZR), cu sprijinul Fundației Soros. Printre inițiatorii acestui proiect s-au numărat jurnalistii Petre-Mihai Băcanu, Sorin Roșca Stănescu[nefuncțională – arhivă]
 și Corneliu Nistorescu, (co-directori ai AZR), profesorul Cezar Tabarcea, regratatul critic de film și realizator TV Viorica Bucur (1946 - 2011) și profesorul Sorin Ilieșiu, decan al SSJ între anii 1995-2001.
Printre absolvenții acestei instituții se numără personalități precum Robert Turcescu, Mihai Găinușă, Andreea Esca, Anca Alexandrescu sau Adrian Halpert - director general al Societatea Națională de Cruce Roșie din România, manager, jurnalist si analist politic. Alți absolvenți: Mihai Constantin - prezentator TVR, Sabina Fati - jurnalist editorialist la Radio Europa Liberă, România Liberă, 22, Traian Bădulescu - jurnalist de turism, purtător de cuvânt ANAT, Mara Bănică - realizator TV și reporter, Lucian Goleanu - jurnalist, realizator, prezentator TV, Cetin Rașit (DJ Pro FM și realizator de programe in trustul PRO), Catalin Gradinariu - jurnalist si realizator de programe radio, Catalin Dragomir (redactor sef Viitorul Ilfovean si Agentia Prompt Media), Marian Vișu (jurnalist sportiv, pr și om de media marketing), Sotea Aida (artist interpret muzică ușoară), Ion Oncescu (campion mondial Skandenberg), Adriana Bahmuțeanu (realizator tv, redactor), Marius Saizu (jurnalist, realizator, prezentator TV la Focus Prima TV), Andreea Berecleanu (prezentatoare la Focus Prima TV) Paula Selling (artist interpret muzică ușoară), Delia Vrânceanu (redactor, realizator tv), Sorin Barbu (Realitatea TV), Claudiu Pândaru (jurnalist, realizator și prezentator la Digi24), etc. Printre teoreticienii și practicienii care au predat la această facultate se numără George Pruteanu, Radu Budeanu, Ion Cristoiu, Sorin Roșca Stănescu, Monica Macovei, Mircea Toma, Jeana Gheorghiu, Ilie Șerbănescu, Sorin Ovidiu Bălan, Ovidiu Ioanițoaia, Tudor Octavian, Mihai Tatulici, Renate Weber. 
1. ↑  Panait, Alexandru (19 februarie 2025). „Anca Alexandrescu a absolvit o facultate particulară înființată cu sprijinul Fundației Soros”. Ziarul Curentul. Accesat în 13 mai 2025.